# Six de Toronto
Le Six de Toronto est une équipe féminine professionnelle de hockey sur glace domiciliée à Toronto et jouant au Canlan Ice Sports - York (en). Elle est l'une des deux équipes canadiennes de la Fédération première de hockey (FPH) (anciennement connue sous le nom de Ligue nationale de hockey féminin) avec la Force de Montréal, et la première équipe d'expansion à se joindre à la ligue depuis la dissolution de la Ligue canadienne de hockey féminin (LCHF) en 2019. L'équipe a été fondée en 2020. Le Six a remporté la coupe Isobel en 2023, la première dans l'histoire de la franchise.

## Histoire
Après la saison 2018-2019, la Ligue canadienne de hockey féminin (LCHF) a cessé ses activités et avec elle, l'équipe de Toronto : les Furies. La Ligue nationale de hockey féminin (LNHF) a annoncé qu'elle poursuivait l'ajout de deux marchés de la défunte LCHF à la ligue, Montréal et Toronto, pour la saison 2019-2020 si la LNHF trouvait des soutiens financiers pour les équipes. La ligue n'a pas été en mesure de mettre en place les nouvelles équipes avant le début de la saison, en partie à cause d'une grève des joueuses qui a abouti à la création de l'Association des joueuses professionnelles de hockey féminin.

## Personnalités

### Joueuses

#### Effectif actuel
| No    | Nom                        | Nat. | Position         | Arrivée |
| ----- | -------------------------- | ---- | ---------------- | ------- |
| +002, | Taylor Wood – A            |      | Défenseure       | 2020 -  |
| +003, | Nadine Edney               |      | Attaquante       | 2022 -  |
| +004, | Daryl Watts                |      | Attaquante       | 2023 -  |
| +008, | Leah Lum                   |      | Attaquante       | 2022 -  |
| +009, | Kati Tabin                 |      | Défenseure       | 2022 -  |
| +010, | Lexi Templeman             |      | Attaquante       | 2022 -  |
| +011, | Breanne Wilson-Bennett – A |      | Attaquante       | 2022 -  |
| +014, | Courtney Gardiner          |      | Attaquante       | 2022 -  |
| +019, | Brooke Boquist – A         |      | Attaquante       | 2020 -  |
| +020, | Taylor Davison             |      | Défenseure       | 2021 -  |
| +021, | Tereza Vanišová            |      | Attaquante       | 2022 -  |
| +025, | Emma Greco                 |      | Défenseure       | 2022 -  |
| +027, | Shiann Darkangelo – C      |      | Attaquante       | 2020 -  |
| +029, | Elaine Chuli               |      | Gardienne de but | 2020 -  |
| +041, | Brittany Howard            |      | Attaquante       | 2022 -  |
| +044, | Lindsay Eastwood           |      | Défenseure       | 2020 -  |
| +048, | Alexis Woloschuk           |      | Défenseure       | 2022 -  |
| +067, | Emma Woods – A             |      | Attaquante       | 2020 -  |
| +070, | Carly Jackson              |      | Gardienne de but | 2022 -  |
| +071, | Saroya Tinker              |      | Défenseure       | 2021 -  |
| +086, | Michela Cava               |      | Attaquante       | 2022 -  |
| +096, | Dominika Lásková           |      | Défenseure       | 2022 -  |

#### Capitaines
- 2020 - En cours : Shiann Darkangelo,

### Dirigeants

#### Entraineurs chefs
- 2020 - 2021 : Margaret Degidio Murphy
- 2021 - 2022 : Mark Joslin
- 2022 - En cours : Geraldine Heaney